# Nitrofrottage
Bei der Nitrofrottage werden Vorlagen mit Hilfe eines geeigneten Lösungsmittels auf einen Bildgrund übertragen. Dabei wird die Vorlage mit einem lösungsmittelhaltigen Lappen in den Bildgrund „gerieben“.
Vorlagen können Abbildungen oder Texte aus Zeitschriften, Zeitungen, Drucke etc. sein, deren Farbe sich durch das benutzte Lösungsmittel (Nitroverdünnung) lösen und übertragen lässt. Durch diesen Prozess verliert das übertragene Bild an Schärfe und wird zu einem diffusen Abbild, dessen Aussehen nie genau vorhergesagt werden kann.
Wegen der mangelhaften Lichtechtheit der für Zeitschriften verwendeten Druckfarben sind Nitrofrottagen nicht für dauerhafte Kunstwerke geeignet. Sie tendieren zum Ausbleichen, besonders im Rotbereich. Die Nitrofrottage eignet sich jedoch, um Vorlagen auf den Bildträger umzukopieren und anschließend mit lichtechten Farben zu überarbeiten.
Als Bildgrund eignen sich neben Leinwand, Papier und Textilien auch Materialien mit glatter saugfähiger Oberfläche wie zum Beispiel Gips.
In der Bildenden Kunst enthält die Nitrofrottage sowohl Elemente der Frottage als auch der Monotypie.